# 5 septembre en sport
5 août 5 octobre
Chronologies thématiques
- Croisades
- Ferroviaires
- Disney

Le 5 septembre est le 248e jour de l'année (249e en cas d'année bissextile) du calendrier grégorien.

## Événements

### XIXesiècle
- 1882 :
  - (Football) : fondation du club anglais de Tottenham basé à Londres.

### XXesièclede1901à1950
- 1909 :
  - (Football) : à Londres (Stamford Bridge), troisième édition du Charity Shield entre les Champions d'Angleterre de la League et de la Southern League. Brighton and Hove Albion FC (Southern League) s'impose 1-0 sur Aston Villa (League).
- 1910 :
  - (Football) : Brighton and Hove Albion FC s'impose face à Aston Villa dans le Charity Shield.
- 1920 :
  - (Football) : à Anvers, à l'occasion du tournoi olympique de consolation pour l'attribution des médailles d'argent et de bronze, l'équipe d'Espagne s'impose 3-1 face à l'équipe des Pays-Bas.
- 1926 :
  - (Sport automobile) : Grand Prix automobile d'Italie.
- 1948 :
  - (Sport automobile) : Grand Prix automobile d'Italie.

### XXesièclede1951à2000
- 1954 :
  - (Formule 1) : Grand Prix automobile d'Italie.
- 1963 :
  - (Automobile) : à Bonneville Salt Flats, Craig Breedlove établit un nouveau record de vitesse terrestre : 657,114 km/h.
- 1971 :
  - (Formule 1) : Grand Prix automobile d'Italie.
- 1972 :
  - (Jeux olympiques) : Prise d'otages des Jeux olympiques de Munich : le groupe palestinien Septembre noir prend en otages des athlètes de l'équipe olympique d'Israël. La prise d'otage se terminera dans un bain de sang.
- 1978 :
  - (Rallye automobile) : arrivée du Rallye de Nouvelle-Zélande.
- 1999 :
  - (Athlétisme) : le Kenyan Noah Ngeny bat le record du monde du 1 000 mètres à Rieti dans le temps de 2 min 11 s 96, record qui tient toujours en 2014.

### XXIesiècle
- 2015 :
  - (Aviron /Championnats du monde) : dans les épreuves masculines : en deux de pointe, victoire des Néo-Zélandais Eric Murray et Hamish Bond, en deux de couple poids légers, victoire des Français Stany Delayre et Jérémie Azou, en quatre de couple, victoire des Allemands Philipp Wende, Karl Schulze, Lauritz Schoof et Hans Gruhne, en quatre de pointe, victoire des Italiens Marco Di Constanzo, Matteo Castaldo, Matteo Lodo et Giuseppe Vicino. Dans les épreuves féminines : en deux de pointe, victoire des Britanniques Helen Glover et Heather Stanning puis en deux de couple poids légers, victoire des Néo-Zélandaises Sophie Mackenzie et Julia Edward.
  - (Basket-ball /Championnat d'Europe) : début de la 39e édition du championnat d’Europe de basket-ball se déroule jusqu'au 20 septembre 2015 en France avec une délocalisation en Croatie, Allemagne et Lettonie pour trois des quatre poules du premier tour.
  - (Cyclisme sur route /Tour d'Espagne) : l'Italien Alessandro De Marchi s'impose dans l'étape du jour et l'Italien Fabio Aru conserve le maillot rouge.
  - (Football /Championnat d'Europe) : l'Angleterre se qualifie pour le Championnat d'Europe qui se déroulera en France.
  - (VTT /Championnats du monde) : Pauline Ferrand-Prévot s'impose en Cross-country.
- 2016 :
  - (Cyclisme sur route /Tour d'Espagne) : sur la 16e étape du Tour d'Espagne 2016, victoire du Luxembourgeois Jempy Drucker et le Colombien Nairo Quintana conserve le maillot de leader.
- 2017 :
  - (Cyclisme sur route /Tour d'Espagne) : sur la 16e étape du Tour d'Espagne 2017, un contre-la-montre individuel, qui relie le Circuit de Navarre et Logroño, sur une distance de 40,2 kilomètres, victoire du Britannique Christopher Froome qui conforte son maillot rouge.
- 2018 :
  - (Cyclisme sur route /Tour d'Espagne) : sur la 11e étape du Tour d'Espagne qui relie Mombuey et Ribeira Sacra (es), sur un parcours de 207,8 kilomètres, victoire de l'Italien Alessandro De Marchi. Le Britannique Simon Yates conserve du maillot rouge.
- 2019 :
  - (Cyclisme sur route /Tour d'Espagne) : sur la 12e étape du Tour d'Espagne qui se déroule sous la forme d'une étape accidentée, entre Los Arcos et Bilbao, sur une distance de 175 km, victoire du Belge Philippe Gilbert. Le Slovène Primož Roglič conserve du maillot rouge.
- 2020 :
  - (Cyclisme sur route /Tour de France) : sur la 8e étape du Tour de France qui se déroule entre Cazères et Loudenvielle, sur une distance de 141 kilomètres, victoire du Français Nans Peters en solitaire. Le Britannique Adam Yates conserve le Maillot jaune.
- 2021 :
  - (Basket-ball /Afro masculin) : à Kigali, au Rwanda, en finale du championnat d'Afrique de basket-ball, victoire de la Tunisie qui conserve son titre en battant la Côte d'Ivoire 78-75.
  - (Compétition automobile /Formule1) : sur le Grand Prix automobile des Pays-Bas disputé sur le circuit de Zandvoort, victoire du Néerlandais Max Verstappen, le Britannique Lewis Hamilton termine second et le Finlandais Valtteri Bottas complète le podium.
  - (Cyclisme sur route /Tour d'Espagne) : sur la 20e et dernière étape du Tour d'Espagne qui se déroule sous la forme d'un contre-la-montre entre Padrón et Saint-Jacques-de-Compostelle, sur une distance de 33,8 km, le Slovène Primož Roglič remporte l'étape et la Vuelta.
  - (Jeux paralympiques /édition 2020) : au stade olympique national du Japon, cérémonie de clôture des Jeux paralympiques d'été.
- 2023 :
  - (Cyclisme sur route /Tour d'Espagne) : sur la 10e étape du Tour d'Espagne qui se déroule entre Valladolid et Valladolid (Castille-et-León) en contre-la-montre sur une distance de 25 km, victoire de l'Italien Filippo Ganna et l'Américain Sepp Kuss conserve le maillot rouge.

## Naissances

### XIXesiècle
- 1826 :
  - John Wisden, joueur de cricket anglais. († 5 avril 1884).
- 1853 :
  - Alfred Stratford, footballeur anglais. (1 sélection en équipe nationale). († 2 mai 1914).
- 1874 :
  - Nap Lajoie, joueur de baseball américain. († 7 février 1959).
- 1883 :
  - Mel Sheppard, athlète de demi-fond américain. Champion olympique du 800 m, du 1 500 m et du relais olympique aux Jeux de Londres 1908 puis champion olympique du relais 4 × 400 m et médaillé d'argent du 800 m aux Jeux de Stockholm 1912. († 4 janvier 1942).

### XXesièclede1901à1950
- 1906 :
  - Jean Ces, boxeur français. Médaillé de bronze des -53,5kg aux Jeux de Paris 1924. († 25 décembre 1969).
- 1909 :
  - Archie Jackson, joueur de cricket écossais. (8 sélections en test cricket). († 16 février 1933).
- 1915 :
  - Ernesto Lazzatti, footballeur puis entraîneur argentin. (4 sélections en équipe nationale). († 30 décembre 1988).
- 1921 :
  - Karl Decker, footballeur puis entraîneur autrichien. (8 sélections avec l'équipe d'Allemagne et 25 sélections avec l'équipe d'Autriche). († 27 septembre 2005).
  - Aleksandr Sevidov, footballeur puis entraîneur soviétique puis russe. († 15 avril 1992).
- 1927 :
  - Bruno Engelmeier, footballeur puis entraîneur autrichien. (11 sélections en équipe nationale). († 2 juillet 1991).
- 1936 :
  - Bill Mazeroski, joueur de baseball américain.
- 1937 :
  - Antonio Valentín Angelillo, footballeur puis entraîneur argentino-italien. Vainqueur de la Copa América 1957 et de la Coupe d'Europe des vainqueurs de coupe 1968. (11 sélections avec l'équipe d'argentine et 2 avec l'équipe d'Italie). Sélectionneur de l'équipe du Maroc de 1989 à 1990. († 5 janvier 2018).
- 1938 :
  - John Ferguson, hockeyeur sur glace puis entraîneur canadien. († 14 juillet 2007).
- 1939 :
  - Clay Regazzoni, pilote de F1 suisse. (5 victoires en Grand Prix). († 15 décembre 2006).
  - Hubert Striebig, pilote de courses automobile d'endurance français.
- 1941 :
  - Dave Dryden, hockeyeur sur glace puis entraîneur canadien. († 4 octobre 2022).
- 1947 :
  - Tommy Limby, fondeur suédois. Champion du monde du relais 4 × 10 km de ski de fond aux championnats du monde de ski nordique 1978. († 14 janvier 2008).
- 1949 :
  - Patrick McQuaid, cycliste sur route irlandais. Président de l'UCI depuis 2005.

### XXesièclede1951à2000
- 1951 :
  - Paul Breitner, footballeur allemand. Champion du monde de football 1974. Champion d'Europe de football 1972. Vainqueur de la Coupe des clubs champions 1974. (48 sélections en équipe nationale).
- 1952 :
  - Dominique Cuperly, footballeur puis entraîneur français.
- 1953 :
  - Murray Mexted, joueur de rugby à XV néo-zélandais. (72 sélections en équipe nationale).
- 1956 :
  - Steve Denton, joueur de tennis américain.
- 1957 :
  - Peter Winnen, cycliste sur route néerlandais.
- 1963 :
  - Taki Inoue, pilote de courses d'endurance et de F1 japonais.
- 1965 :
  - David Brabham, pilote de courses d'endurance et de F1 australien. Vainqueur des 24 Heures du Mans 2009.
- 1968 :
  - Thomas Levet, golfeur français.
- 1969 :
  - Leonardo, footballeur puis entraîneur et dirigeant sportif brésilien. Champion du monde de football 1994. Vainqueur de la Copa América 1997. (56 sélections en équipe nationale).
- 1975 :
  - Daisuke Itō, pilote de courses automobile d'endurance japonais.
- 1978 :
  - Chris Jack, joueur de rugby à XV néo-zélandais. (67 sélections en équipe nationale).
- 1981 :
  - Daniel Moreno, cycliste sur route espagnol. Vainqueur de la Flèche wallonne 2013.
  - Filippo Volandri, joueur de tennis italien.
- 1984 :
  - Marc Baget, joueur de rugby à XV français.
- 1986 :
  - Rémy Amieux, footballeur français.
  - Francis Ngannou, pratiquant camerounais d'arts martiaux mixtes.
- 1988 :
  - Nuri Şahin, footballeur germano-turc. (51 sélections avec l'équipe de Turquie).
- 1989 :
  - Nikolay Bayryakov, lutteur de gréco-romaine bulgare.
  - Elena Delle Donne, basketteuse américaine. Championne olympique aux Jeux de Rio 2016. (7 sélections en équipe nationale).
  - Asley González, judoka cubain. Médaillé d'argent des -90kg aux Jeux de Rio 2016. Champion du monde de judo des -90kg 2013.
  - Sarra Lajnef, nageuse tunisienne.
  - Joey Rosskopf, cycliste sur route américain.
  - Grzegorz Sandomierski, footballeur polonais. (3 sélections en équipe nationale).
  - Duncan Taylor, joueur de rugby à XV écossais. Vainqueur des Coupes d'Europe de rugby à XV 2016 et 2017. (28 sélections en équipe nationale).
  - Ben Youngs, joueur de rugby à XV anglais. Vainqueur des tournois des Six Nations 2011, 2017 et 2020 ainsi que du Grand Chelem 2016. (123 sélections en équipe nationale).
- 1990 :
  - Lance Stephenson, basketteur américain.
  - Kim Yuna, patineuse artistique dames sud-coréenne. Championne olympique aux Jeux de Vancouver 2010 puis médaillée d'argent aux Jeux de Sotchi 2014. Championne du monde de patinage artistique dame 2009 et 2013.
- 1993 :
  - Alfred Gomis, footballeur sénégalo-italien. (16 sélections avec l'équipe du Sénégal).
  - T. J. Warren, basketteur américain.
- 1994 :
  - Gregorio Paltrinieri, nageur italien. Champion olympique du 1 500 m aux Jeux de Rio 2016 puis médaillé d'argent du 800m et de bronze du 10 km en eau libre aux Jeux de Tokyo 2020. Champion du monde de natation du 1 500 m 2015 et 2017, du 800m 2019, du 1 500m et du 10 km en eau libre 2022 puis du 6 km par équipes mixtes 2023. Champion d'Europe de natation du 1 500 m 2012 puis champion d'Europe de natation du 800 m ainsi que du 1 500 m 2014 et 2016, du 5km, du 10km et du 5km par équipes mixtes en eau libre 2020, du 5 et 10km en eau libre 2022 puis du 800m nage libre 2022.
  - Hayley Raso, footballeuse australienne. (77 sélections en équipe nationale).
- 1995 :
  - Lina Hurtig, footballeuse suédoise. Médaillée d'argent aux Jeux de Tokyo 2020. (67 sélections en équipe nationale).
  - Timothé Luwawu, basketteur français.
  - Lucas Wallmark, hockeyeur sur glace suédois.
- 1996 :
  - Pep Biel, footballeur espagnol.
- 1997 :
  - Skylar Mays, basketteur américain.
- 1998 :
  - Alexia Chartereau, basketteuse française. Médaillée de bronze aux jeux de Tokyo 2020. Médaillée d'argent aux Euros de basket féminin 2017, 2019 et 2021 puis médaillée de bronze en 2023. Victorieuse de l'Eurocoupe féminine de basket 2023. (101 sélections en équipe de France).
- 2000 :
  - Yllana Brosseau, joueuse de rugby à XV française. (6 sélections en équipe de France).

### XXIesiècle
- 2001 :
  - Bukayo Saka, footballeur anglo-nigérian. (28 sélections avec l'équipe d'Angleterre).
  - Janelle Salaün, basketteuse française. médaillée de bronze à l'Euro 2023. (11 sélections en équipe de France).
- 2002 :
  - Andrii Ponomar, cycliste sur route ukrainien.
  - Stefano Turati, footballeur italien.
- 2006 :
  - Isak Brusberg, footballeur suédois.

## Décès

### XXesièclede1901à1950
- 1915 :
  - David Bedell-Sivright, 34 ans, joueur de rugby à XV écossais. Vainqueur des tournois britanniques de rugby à XV 1901, 1903, 1904 et 1907. (22 sélections en équipe nationale). (° 8 décembre 1880).
- 1946 :
  - Émile Pagie, 75 ans, cycliste sur route français. (° 21 octobre 1870).

### XXesièclede1951à2000
- 1970 :
  - Jesse Pennington, 87 ans, footballeur anglais. (25 sélections en équipe nationale). (° 23 août 1883).
  - Jochen Rindt, 28 ans, pilote d'endurance et de F1 autrichien. Vainqueur des 24 Heures du Mans 1965. Champion du monde de Formule 1 à titre posthume 1970. (6 victoires en Grand Prix). (° 18 avril 1942).

### XXIesiècle
- 2010 :
  - Shoya Tomizawa, 19 ans, pilote de vitesse moto japonais. (1 victoire en Grand Prix). (° 10 décembre 1990).
- 2012 :
  - Ediz Bahtiyaroğlu, 26 ans, footballeur turco-bosnien. (° 2 janvier 1986).